# Orthomerus
Orthomerus („rovná stehenní kost“) byl rod středně velkého ornitopodního býložravého dinosaura z nadčeledi Hadrosauroidea, který žil v období pozdní svrchní křídy (geologický stupeň maastricht, asi před 66 miliony let) na území dnešního Nizozemska.

## Popis

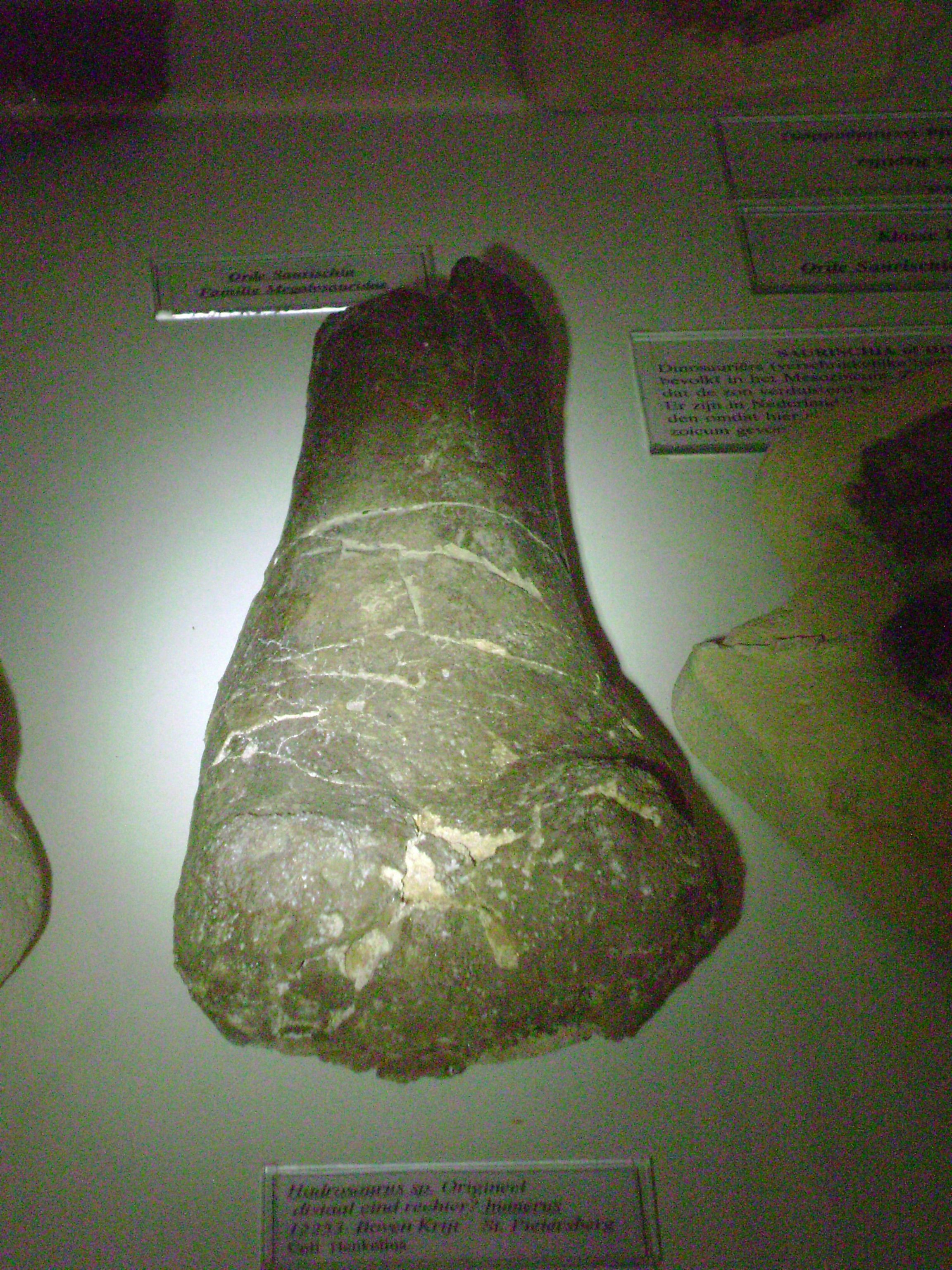
Pažní kost (humerus) rodu Orthomerus v expozici Teylers Museum.

Orthomerus není příliš dobře známý rod ornitopodního dinosaura. Jeho fosilie byly objeveny v roce 1871 nedaleko holandského města Maastricht a formálně byl druh O. dolloi popsán roku 1883 britským paleontologem Harrym G. Seeleym. Stehenní kost měří na délku kolem 50 centimetrů, což z tohoto ornitopoda činí menší až středně velký rod (celková délka se pohybovala kolem 5 metrů). Jednalo se o býložravého čtyřnožce (občasně se pohybujícího po dvou), který mohl žít v malých stádech. Patří k posledním známým neptačím dinosaurům vůbec, a to nejen v Evropě.

## Systematické zařazení
Jednalo se o zástupce hadrosauroidů, nikoliv ale o zástupce hadrosauridů. Jeho blízkými příbuznými mohly být rody Gilmoreosaurus a Bactrosaurus. V současnosti je tento druh považován za nomen dubium (pochybné jméno), protože nebylo možné najít unikátní kombinaci anatomických znaků ani žádnou autopomorfii. Tento výzkum vedl český paleontolog Daniel Madzia.
Druh Orthomerus weberae, formálně popsaný v roce 1945 z Krymu, byl v roce 2015 přesunut do samostatného rodu Riabininohadros (ačkoliv tento krok není všemi paleontology uznáván).